# Пажитниця рідкоколоса
Пажитниця рідкоколоса, пажитниця льонова, пажитниця розсунута (Lolium remotum) — вид рослин родини тонконогові (Poaceae). Вид утворений середнім чином між кросбридінгом та інбридингом і близький до L. temulentum.

## Опис

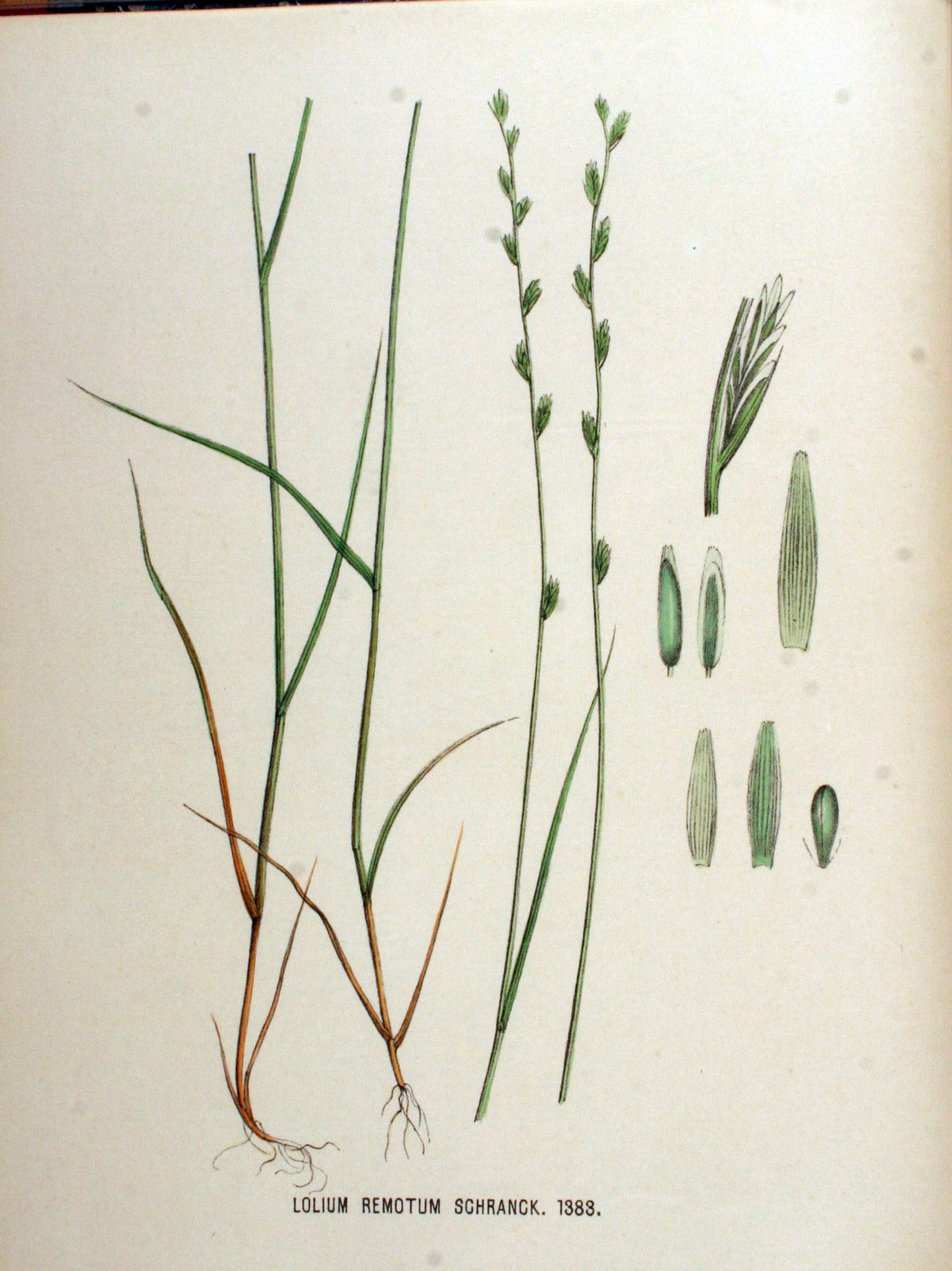
ілюстрація

Однорічна рослина 30–60(100) см завдовжки; стебла прямостійні. Лігула 1–2.5 мм завдовжки, обрізана. Листові пластини лінійні, 10–26 см x 1–6.5 мм, поверхні гладкі або шорсткуваті нижче суцвіття.
Колосся 6–13(23) см завдовжки, з гладкою віссю. Колоскові луски коротше колоска, 6–10(16) мм завдовжки. Нижня квіткова луска 4–5 мм завдовжки. Пиляків 3; 1.6–2.2 мм завдовжки. Зернівка довгаста або яйцювата, 3.2–4.5 мм завдовжки, у 2–3 рази більша в довжину, ніж ушир. 2n = 14.

## Поширення
Натуралізований вид: Алжир, Афганістан, Іран, Китай, Індія, Пакистан, Австралія, Росія, Білорусь, Україна, Іспанія [Ла-Пальмас, Санта-Крус Тенерифе], Аргентина.
В Україні зростає як бур'ян в посівах льону: відомі поодинокі місця знаходження у Львівській, Рівненській, Житомирській і Сумській областях.